# Abe Lyman
Abraham Simon Lymon, artiestennaam Abe Lyman, (Chicago, 4 augustus 1897 - Beverly Hills, 23 oktober 1957) was een populaire Amerikaanse bandleider uit de jaren twintig en dertig. Hij maakte platen, verscheen in films en trad op voor radioshows, waaronder Your Hit Parade.

## Biografie
Abe Lyman leerde op jonge leeftijd drums spelen en toen hij 14 was had hij een baantje als drummer in een café in Chicago. Rond 1919 speelde hij in Californië met de toekomstige bandleiders Henry Halstead en Gus Arnheim. Zijn broer Mike, die eveneens zijn naam had veranderd in Lyman, opende in die tijd in Los Angeles een nachtclub waar Abe Lyman en zijn band gingen spelen (onder meer met Roy Fox). De club was populair was bij de grote filmsterren van die tijd, zoals Charlie Chaplin, Mary Pickford, Buster Keaton en Harold Lloyd en verschafte Lyman bekendheid. De club sloot echter de deuren, toen de filmsterren dergelijke clubs niet meer mochten bezoeken.
Hierna ging Lyman optreden in de nachtclub van het befaamde Ambassador Hotel, waar filmsterren en de machtigen der aarde logeerden, en breidde zijn orkest daarvoor uit met twee man: zijn band had nu elf man, Lyman zelf zat achter het drumstel. Op de openingsavond op 1 april 1922 waren er 1500 gasten, en 500 stonden er buiten. Lyman speelde hier vijf jaar lang.
Kort daarop nam Lyman een plaat op voor Nordskog Records en een jaar later kreeg hij een platencontract voor het opkomende platenlabel Brunswick. Voor deze maatschappij nam Lyman tot 1936 honderden platen op, waarvan velen ook in Europa uitkwamen. Op verschillende platen werd gezongen door een grote ster uit die tijd, Al Jolson (bijvoorbeeld in het nummer "Mandalay"). Populaire opnames van Lyman waren onder meer "California Blues", "Wary Weasel", "Mary Lou" en het door zijn vrouw gezongen "Amen".
In 1929 maakte hij ook een tournee in Europa, waar hij speelde in Londen en Parijs. In 1930 speelde hij met zijn  band in enkele vroege geluidsfilms, "Hold Everything", "Paramount on Parade", "Good News" en "Madam Satan". In 1931 nam hij de muziek op voor verschillende Merrie Melodies-cartoons. Vanaf het midden van de jaren dertig speelde Lyman voor radioshows, waaronder de CBS-show Your Hit Parade. Daarna maakte hij nog af en toe opnames voor labels als Decca Records en RCA Victor. Toen hij vijftig was stapte hij uit de muziek en werd hij directeur van Mike Lyman's Restaurant.
Musici die met Lyman hebben gespeeld zijn onder meer Ray Lopez, Gus Mueller, Buster Johnson en Miff Mole.

## Discografie

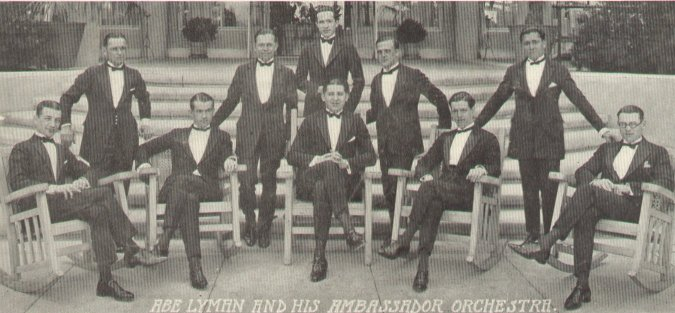
Abe Lyman and His Ambassador Orchestra, circa 1922

- Abe Lyman and His California Orchestra-Hot Recordings By A West Coast Band, 1922-1932, Timeless, 2002

## Filmografie (selectie)
- Syncopated Symphony, 1928
- Tin Hat Harmony, 1934
- Junior Prom, 1946